# Saison 2020-2021 du Paris Saint-Germain Handball
Maillots
Chronologie
Saison 2019-2020 Saison 2021-2022
Dernière mise à jour : 7 Juillet 2020.
La saison 2020-2021 du Paris Saint-Germain Handball est la 33e saison en première division depuis 1985.

## Pré-saison

### Budget
Pour la saison 2020-2021, le budget et la masse salariale du PSG, exprimée en millions d'euros, est une nouvelle fois à la hausse, passant de 17,45 M€ à 18,86 M€ (+8,1 %), :
| Saison         | 2020-2021 | 2019-2020 | 2018-19 | 2017-18 | 2016-17 | 2015-16 | 2014-15 | 2013-14 | 2012-13 | 2011-12       |
| -------------- | --------- | --------- | ------- | ------- | ------- | ------- | ------- | ------- | ------- | ------------- |
| Budget (en M€) | 18,86     | 17,45     | 17,06   | 17,70   | 17,41   | 16,55   | 14,76   | 13,58   | 9,22    | 2,45 Paris HB |

### Transferts
| Année         | Nom | Nom                     | Poste          | Provenance/Destination | Provenance/Destination               | Durée                 |
| ------------- | --- | ----------------------- | -------------- | ---------------------- | ------------------------------------ | --------------------- |
| Arrivées      |     |                         |                |                        |                                      |                       |
| 2020          |     | Dainis Krištopāns       | Arrière droit  |                        | Vardar Skopje                        | 3 ans                 |
| 2020          |     | Elohim Prandi           | Arrière gauche |                        | USAM Nîmes Gard                      | 3 ans                 |
| 2020          |     | Ferrán Solé             | Ailier droit   |                        | Fenix Toulouse Handball              | 3 ans                 |
| 2020          |     | Mathieu Grébille        | Ailier gauche  |                        | Montpellier Handball                 | 3 ans                 |
| 2020          |     | Yann Genty              | Gardien de but |                        | Chambéry SM HB                       | 2 ans                 |
| 2020          |     | Robin Dourte            | Pivot          |                        | Atlético Valladolid (retour de prêt) | 2 ans                 |
| Départs       |     |                         |                |                        |                                      |                       |
| 2020          |     | Sander Sagosen          | Arrière gauche |                        | THW Kiel                             | 3 ans                 |
| 2020          |     | Rodrigo Corrales        | Gardien de but |                        | Veszprém KSE                         | 4 ans                 |
| 2020          |     | Édouard Kempf           | Ailier droit   |                        | Fenix Toulouse Handball              | 3 ans                 |
| 2020          |     | Robin Dourte            | Pivot          |                        | US Ivry                              | 2 ans                 |
| 2020          |     | Luc Abalo               | Ailier droit   |                        | Elverum Handball                     | 1 an                  |
| 2020          |     | Guðjón Valur Sigurðsson | Ailier gauche  |                        | VfL Gummersbach (entraîneur)         | 2 ans                 |
| 2020          |     | Kim Ekdahl du Rietz     | Arrière gauche | Fin de carrière        | Fin de carrière                      | Fin de carrière       |
| Prolongations |     |                         |                |                        |                                      |                       |
| 2020          |     | Viran Morros            | Défenseur      | 1 an (jusqu'en 2021)   | 1 an (jusqu'en 2021)                 | 1 an (jusqu'en 2021)  |
| 2020          |     | Henrik Toft Hansen      | Pivot          | 2 ans (jusqu'en 2022)  | 2 ans (jusqu'en 2022)                | 2 ans (jusqu'en 2022) |

### Effectif
Note : Est indiqué comme étant en sélection nationale tout joueur ayant participé à au moins un match avec une équipe nationale lors de la saison 2020-2021.
À la suite de la blessure au genou de Nikola Karabatic, le 17 octobre 2020, Luc Steins quitte le Fenix Toulouse HB et rejoint le PSG en tant que Joker médical fin novembre, en échange de Sadou Ntanzi.

## Compétitions
En conséquence de la pandémie de Covid-19 et dans le but d'alléger la saison, la LNH a décidé d'annuler le Trophée des champions 2020 et la Coupe de la Ligue 2020-2021.

### Coupe de France
| Tour   | Date       | Horaire | Club recevant        | Score   | Club visiteur                | Rapport          |
| Finale | 15.05.2021 | 21h00   | Montpellier Handball | 26 - 30 | Paris Saint-Germain Handball | Feuille de match |

| Légende : | : La chaîne l'Équipe |  |

### Championnat
| Journée        | Date       | Club recevant               | Score   | Club visiteur               | Classement (sur 16) | Rapport          |
| MATCHS ALLERS  |            |                             |         |                             |                     |                  |
| J1             | 27.09.2020 | Paris-Saint-Germain         | 34 - 31 | Pays d'Aix UC               | 6e                  | Feuille de match |
| J2             | 03.10.2020 | Paris-Saint-Germain         | 39 - 21 | Cesson Rennes MHB           | 1er                 | Feuille de match |
| J3             | 06.10.2020 | Saint-Raphaël VHB           | 23 - 37 | Paris-Saint-Germain         | 1er                 | Feuille de match |
| J4             | 09.10.2020 | Paris-Saint-Germain         | 41 - 35 | Fenix Toulouse              | 1er                 | Feuille de match |
| J5             | 17.10.2020 | US Ivry                     | 25 - 35 | Paris-Saint-Germain         | 1er                 | Feuille de match |
| J6             | 11.11.2020 | Tremblay-en-France Handball | 30 - 33 | Paris-Saint-Germain         | 1er                 | Feuille de match |
| J7             | 31.10.2020 | Paris-Saint-Germain         | 42 - 20 | Limoges Handball            | 1er                 | Feuille de match |
| J8             | 14.11.2020 | USAM Nîmes Gard             | 27 - 31 | Paris-Saint-Germain         | 1er                 | Feuille de match |
| J9             | 06.12.2020 | Paris-Saint-Germain         | 36 - 23 | C' Chartres MHB             | 1er                 | Feuille de match |
| J10            | 29.11.2020 | US Créteil                  | 27 - 40 | Paris-Saint-Germain         | 1er                 | Feuille de match |
| J11            | 13.04.2021 | Paris-Saint-Germain         | 39 - 26 | Istres Provence HB          | 1er                 | Feuille de match |
| J12            | 13.12.2020 | HBC Nantes                  | 24 - 26 | Paris-Saint-Germain         | 1er                 | Feuille de match |
| J13            | 16.12.2020 | Montpellier Handball        | 32 - 36 | Paris-Saint-Germain         | 1er                 | Feuille de match |
| J14            | 19.12.2020 | Paris-Saint-Germain         | 30 - 20 | Dunkerque HGL               | 1er                 | Feuille de match |
| J15            | 26.05.2021 | Chambéry SMB HB             | 32 - 32 | Paris-Saint-Germain         | 1er                 | Feuille de match |
| MATCHS RETOURS |            |                             |         |                             |                     |                  |
| J16            | 13.02.2021 | Paris-Saint-Germain         | 28 - 24 | US Créteil                  | 1er                 | Feuille de match |
| J17            | 20.02.2021 | C' Chartres MHB             | 29 - 39 | Paris-Saint-Germain         | 1er                 | Feuille de match |
| J18            | 28.02.2021 | Istres Provence HB          | 22 -32  | Paris-Saint-Germain         | 1er                 | Feuille de match |
| J19            | 20.03.2021 | Paris-Saint-Germain         | 34 - 25 | US Ivry                     | 1er                 | Feuille de match |
| J20            | 20.04.2021 | Fenix Toulouse              | 28 - 40 | Paris-Saint-Germain         | 1er                 | Feuille de match |
| J21            | 04.04.2021 | Paris-Saint-Germain         | 34 - 23 | Chambéry SMB HB             | 1er                 | Feuille de match |
| J22            | 09.04.2021 | Dunkerque HGL               | 22 - 30 | Paris-Saint-Germain         | 1er                 | Feuille de match |
| J23            | 16.04.2021 | Paris-Saint-Germain         | 31 - 28 | Montpellier Handball        | 1er                 | Feuille de match |
| J24            | 25.04.2021 | Paris-Saint-Germain         | 24 - 25 | HBC Nantes                  | 1er                 | Feuille de match |
| J25            | 07.05.2021 | Limoges Handball            | 28 - 41 | Paris-Saint-Germain         | 1er                 | Feuille de match |
| J26            | -          | Paris-Saint-Germain         | Annulé  | Tremblay-en-France Handball | 1er                 | Feuille de match |
| J27            | 23.05.2021 | Pays d'Aix UC               | 28 - 29 | Paris-Saint-Germain         | 1er                 | Feuille de match |
| J28            | 30.05.2021 | Paris-Saint-Germain         | 44- 32  | Saint-Raphaël VHB           | 1er                 | Feuille de match |
| J29            | 02.06.2021 | Cesson Rennes MHB           | 28 - 34 | Paris-Saint-Germain         | 1er                 | Feuille de match |
| J30            | 04.06.2021 | Paris-Saint-Germain         | 47- 27  | USAM Nîmes Gard             | 1er                 | Feuille de match |

| Légende : | Victoire |  |  | Nul |  |  | Défaite |  |  | Score du club |  |

Buts marqués par journée
Ce graphique représente le nombre de buts marqués lors de chaque journée du championnat.

### Ligue des champions 2019-2020
Du fait de la pandémie de Covid-19, la compétition est suspendue avant le stade des huitièmes de finale. Après avoir été une première fois reportée aux 22 et 23 août, la finale à quatre est ensuite programmée aux 28 et 29 décembre 2020. En conséquence de la décision du 24 avril, les 4 clubs qualifiées pour les demi-finales sont :
- FC Barcelone, 1er du groupe A
- THW Kiel, 1er du groupe B
- Paris Saint-Germain, 2e du groupe A
- Veszprém KSE, 2e du groupe B.

Un tirage au sort détermine les équipes qui s'affrontent en demi-finales.
|  | Demi-finales, 28 décembre 2020 | Demi-finales, 28 décembre 2020 |                                          |      | Finale, 29 décembre 2020 | Finale, 29 décembre 2020 |
|  | Demi-finales, 28 décembre 2020 | Demi-finales, 28 décembre 2020 |                                          |      | Finale, 29 décembre 2020 | Finale, 29 décembre 2020 |
|  |                                |                                |                                          |      |                          |                          |
|  |                                |                                |                                          |      |                          |                          |
|  |                                |                                |                                          |      |                          |                          |
|  | FC Barcelone                   | 37                             |                                          |      |                          |                          |
|  | FC Barcelone                   | 37                             |                                          |      |                          |                          |
|  | Paris Saint-Germain            | 32                             |                                          |      |                          |                          |
|  | Paris Saint-Germain            | 32                             | FC Barcelone                             | 28   |                          |                          |
|  |                                |                                | FC Barcelone                             | 28   |                          |                          |
|  |                                | THW Kiel                       | 33                                       |      |                          |                          |
|  | THW Kiel                       | THW Kiel                       | 33                                       | 36ap |                          |                          |
|  | THW Kiel                       |                                |                                          | 36ap |                          |                          |
|  | Veszprém KSE                   | 35                             |                                          |      |                          |                          |
|  | Veszprém KSE                   | 35                             | Match pour la 3e place, 29 décembre 2020 |      |                          |                          |
|  |                                |                                |                                          |      |                          |                          |
|  |                                |                                |                                          |      |                          |                          |
|  |                                |                                |                                          |      |                          |                          |
|  | Paris Saint-Germain            | 31                             |                                          |      |                          |                          |
|  | Paris Saint-Germain            | 31                             |                                          |      |                          |                          |
|  | Veszprém KSE                   | 26                             |                                          |      |                          |                          |
|  | Veszprém KSE                   | 26                             |                                          |      |                          |                          |

### Ligue des champions 2020-2021
| Tour                       | Adversaire             | Aller      | Aller       | Retour     | Retour      | Rapports         |
| -------------------------- | ---------------------- | ---------- | ----------- | ---------- | ----------- | ---------------- |
| Phase de groupe (Groupe A) | SC Pick Szeged         | 06.02.2021 | (E) 29 - 32 | 04.03.2021 | (D) 10 - 0  | Phase de groupes |
| Phase de groupe (Groupe A) | SG Flensburg-Handewitt | 23.09.2020 | (D) 28 - 29 | 25.02.2021 | (E) 28 - 27 | Phase de groupes |
| Phase de groupe (Groupe A) | HC Meshkov Brest       | 30.09.2020 | (E) 32 - 31 | 17.02.2021 | (D) 33 - 26 | Phase de groupes |
| Phase de groupe (Groupe A) | Elverum Handball       | 15.10.2020 | (D) 35 - 29 | 02.03.2021 | (E) 29 - 44 | Phase de groupes |
| Phase de groupe (Groupe A) | KS Kielce              | 22.10.2020 | (E) 35 - 33 | 23.03.2021 | (D) 37 - 26 | Phase de groupes |
| Phase de groupe (Groupe A) | Vardar Skopje          | 28.10.2020 | (D) 5 - 5   | 10.12.2021 | (E) 0 - 10  | Phase de groupes |
| Phase de groupe (Groupe A) | FC Porto               | 18.11.2020 | (E) 31 - 34 | 26.11.2020 | (D) 29 - 28 | Phase de groupes |
| 1/8 de finale              | RK Celje               | 01.04.2021 | (E) 24 - 37 | 08.04.2021 | (D) 31 - 23 | Phase finale     |
| 1/4 de finale              | THW Kiel               | 12.05.2021 | (E) 31 - 28 | 19.05.2021 | (D) 34 - 28 | Phase finale     |
| 1/2 de finale              | Aalborg Håndbold       | 12.06.2021 | 33 - 35     |            |             | Phase finale     |
| Match pour la 3e place     | HBC Nantes             | 13.06.2021 | 31 - 28     |            |             | Phase finale     |

| Légende : | Victoire |  |  | Nul |  |  | Défaite |  |  | (D) : match à domicile |  | (E) : match à l'extérieur |